# Ҽ
Ҽҽ – litera rozszerzonej cyrylicy, używana w języku abchaskim. W standardzie ISO 9 transkrybowana jest jako č . Wyraża spółgłoskę zwarto-szczelinową ʈ͡ʂʰ .